# 143 (tal)
143 är det naturliga talet som följer 142 och som följs av 144.

## Inom vetenskapen
- 143 Adria, en asteroid

## Inom matematiken
- 143 är ett udda tal
- 143 är ett semiprimtal